# Villabon
Villabon és un municipi francès, situat al departament de Cher i a la regió de Centre – Vall del Loira. L'any 2007 tenia 535 habitants.

## Demografia

### Població
El 2007 la població de fet de Villabon era de 535 persones. Hi havia 204 famílies, de les quals 48 eren unipersonals (20 homes vivint sols i 28 dones vivint soles), 68 parelles sense fills, 72 parelles amb fills i 16 famílies monoparentals amb fills.
La població ha evolucionat segons el següent gràfic:
Habitants censats

### Habitatges
El 2007 hi havia 252 habitatges, 213 eren l'habitatge principal de la família, 19 eren segones residències i 19 estaven desocupats. 249 eren cases i 3 eren apartaments. Dels 213 habitatges principals, 178 estaven ocupats pels seus propietaris, 33 estaven llogats i ocupats pels llogaters i 2 estaven cedits a títol gratuït; 11 tenien dues cambres, 34 en tenien tres, 64 en tenien quatre i 104 en tenien cinc o més. 160 habitatges disposaven pel capbaix d'una plaça de pàrquing. A 89 habitatges hi havia un automòbil i a 105 n'hi havia dos o més.

### Piràmide de població
La piràmide de població per edats i sexe el 2009 era:
| Homes | Edats   | Dones |
| ----- | ------- | ----- |
| 0     | 95 o +  | 0     |
| 0     | 90 a 94 | 4     |
| 8     | 85 a 89 | 8     |
| 4     | 80 a 84 | 0     |
| 12    | 75 a 79 | 20    |
| 12    | 70 a 74 | 20    |
| 4     | 65 a 69 | 8     |
| 4     | 60 a 64 | 12    |
| 4     | 55 a 59 | 8     |
| 20    | 50 a 54 | 16    |
| 8     | 45 a 49 | 12    |
| 28    | 40 a 44 | 20    |
| 24    | 35 a 39 | 12    |
| 20    | 30 a 34 | 32    |
| 4     | 25 a 29 | 4     |
| 8     | 20 a 24 | 8     |
| 8     | 15 a 19 | 8     |
| 12    | 10 a 14 | 20    |
| 28    | 5 a 9   | 24    |
| 8     | 0 a 4   | 4     |

## Economia
El 2007 la població en edat de treballar era de 331 persones, 254 eren actives i 77 eren inactives. De les 254 persones actives 227 estaven ocupades (126 homes i 101 dones) i 27 estaven aturades (9 homes i 18 dones). De les 77 persones inactives 31 estaven jubilades, 23 estaven estudiant i 23 estaven classificades com a «altres inactius».

### Ingressos
El 2009 a Villabon hi havia 230 unitats fiscals que integraven 548,5 persones, la mediana anual d'ingressos fiscals per persona era de 17.254 €.

### Activitats econòmiques
Dels 13 establiments que hi havia el 2007, 1 era d'una empresa de fabricació d'altres productes industrials, 7 d'empreses de construcció, 1 d'una empresa de comerç i reparació d'automòbils, 2 d'empreses immobiliàries, 1 d'una empresa de serveis i 1 d'una entitat de l'administració pública.
Dels 8 establiments de servei als particulars que hi havia el 2009, 1 era un taller de reparació d'automòbils i de material agrícola, 1 paleta, 2 fusteries, 1 lampisteria, 1 electricista i 2 agències immobiliàries.
L'any 2000 a Villabon hi havia 12 explotacions agrícoles que ocupaven un total de 1.824 hectàrees.

## Equipaments sanitaris i escolars
El 2009 hi havia una escola elemental.

## Poblacions més properes
El següent diagrama mostra les poblacions més properes.